# 黑船

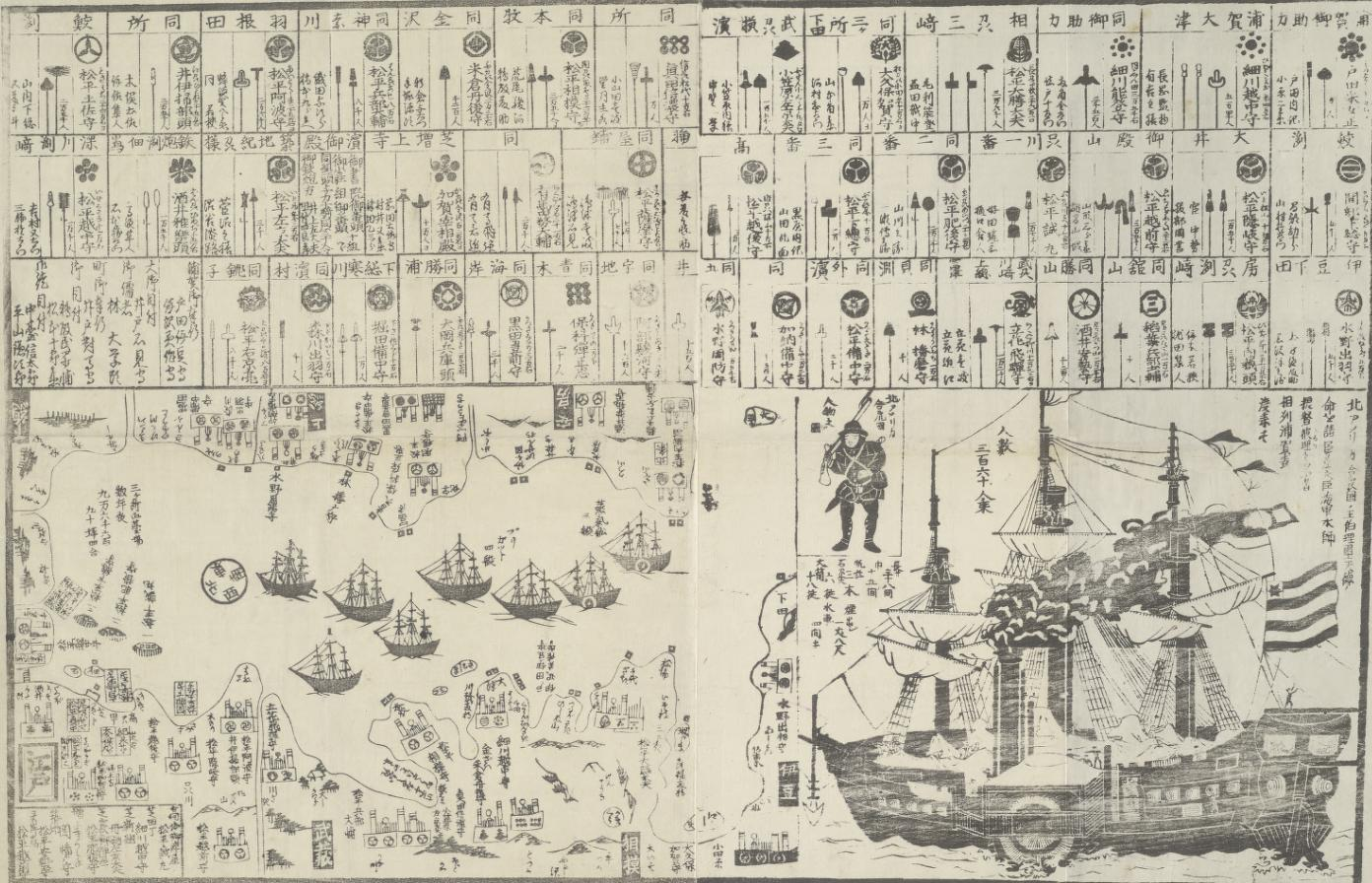
黑船圖

黑船（日语：くろふね，另称火轮船），廣義是指日本江户时代末期来自美国、俄国以及欧洲的蒸汽船，狹義特指嘉永六年（1853年）七月，由美國東印度艦隊司令馬休·佩里（又譯培理、伯理等）率领，脅迫其開放門戶的美國海軍船队，四艘軍艦共有六十三門大砲，駛入江戶灣相州浦賀海面（今東京灣神奈川縣南部）商談開國問題。这些船只由于船体被涂成了黑色，“黑船”一词也就由此而来，日本人把這次事件稱為“黑船來航”。
“黑船來航”當夜，江戶城一片混亂，許多人前往神社禱告神靈，乞求神風摧毀黑船。但事與願違，不但江戶幕府（又稱德川幕府）不敢拒絕美國的要求，且幕府將軍德川家慶竟在此時病死。江戶幕府老中阿部正弘借口要得到天皇的批准方可接受條約，不過孝明天皇對此一籌莫展。
嘉永七年（1854年）2月11日，佩里再次率領艦隊來到日本，七艘軍艦一直深入江戶灣內，江戶幕府被迫接受開國的要求。同年3月31日，與美國簽訂了《日美神奈川條約》；兩個月後，又追加簽訂了《下田條約》。日本先後同俄國、英國、荷蘭等國簽訂條約。日本開始向荷蘭訂購蒸汽軍艦觀光丸，設立海軍學校，創立新式海軍。
今日神奈川縣久里濱有紀念黑船事件的「黑船祭」，日本總理大臣伊藤博文在培理登陸處書有「北米合眾國水師提督伯理上陸紀念碑」。

## 图片

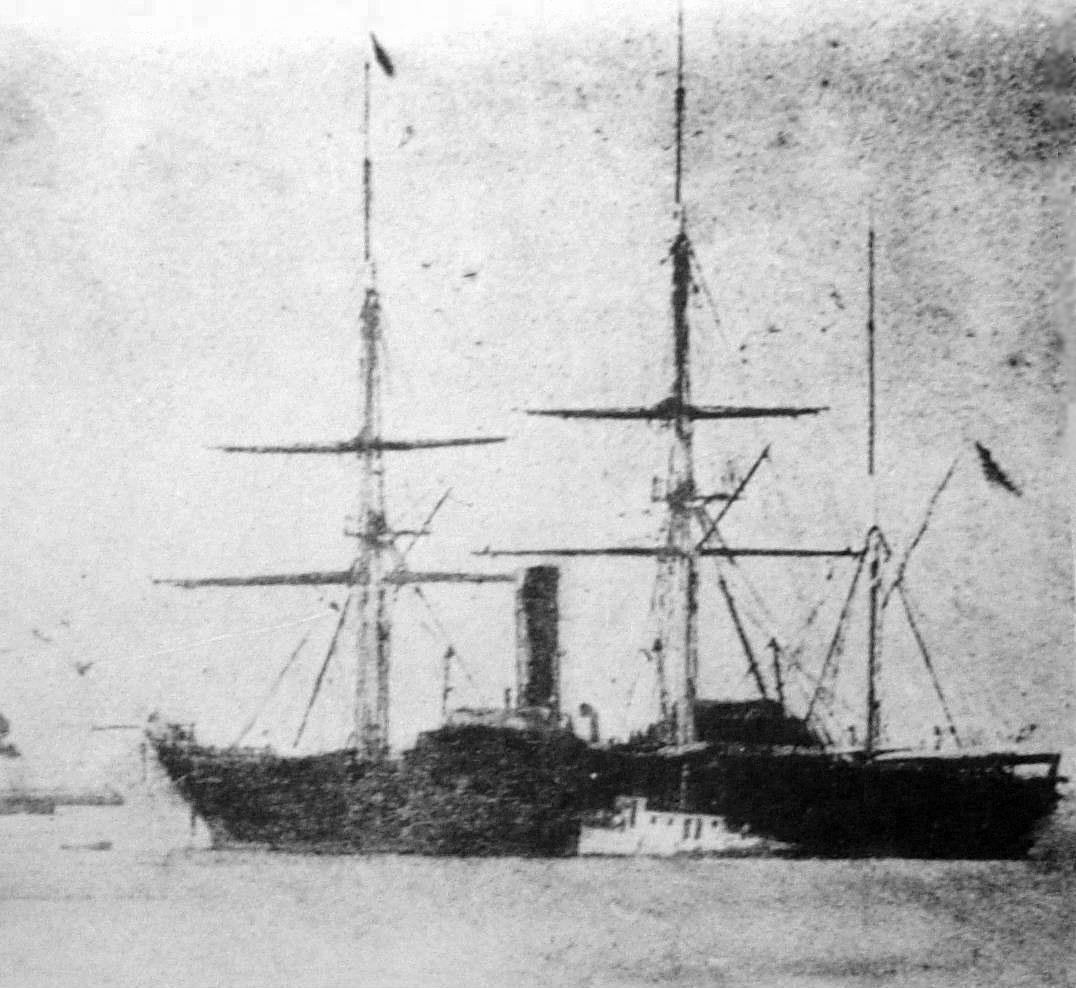
萨斯奎哈纳号巡洋舰
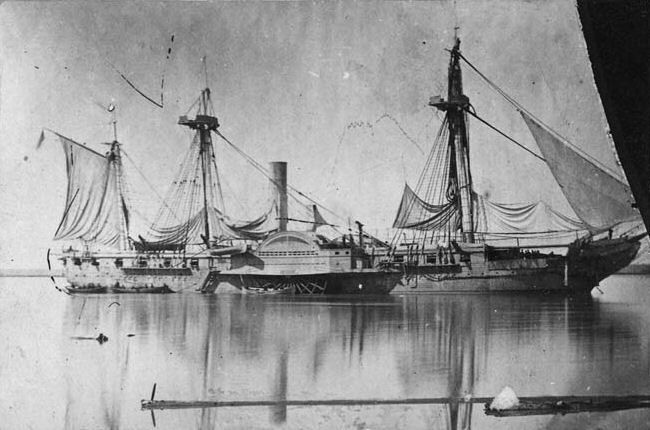
密西西比号巡洋舰 大約1863年
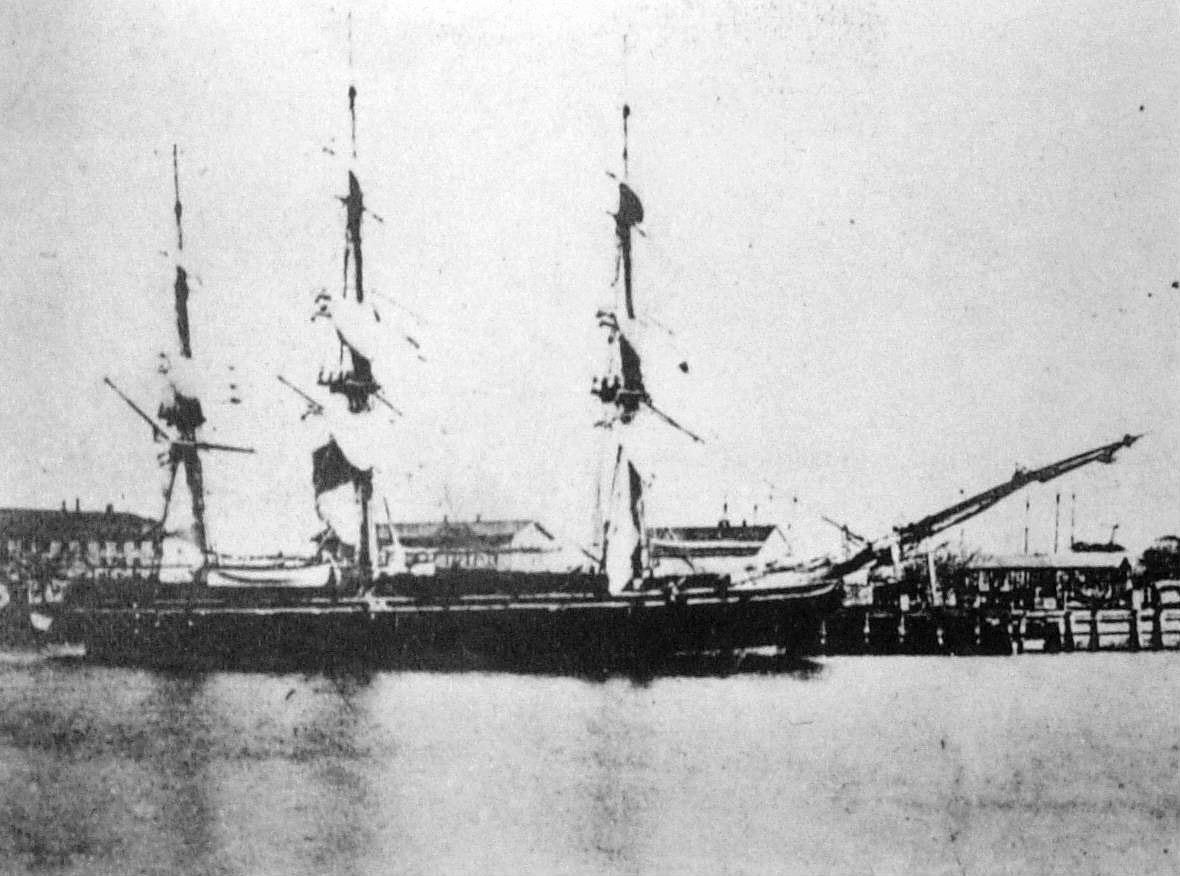
薩拉托加號縱帆砲艦
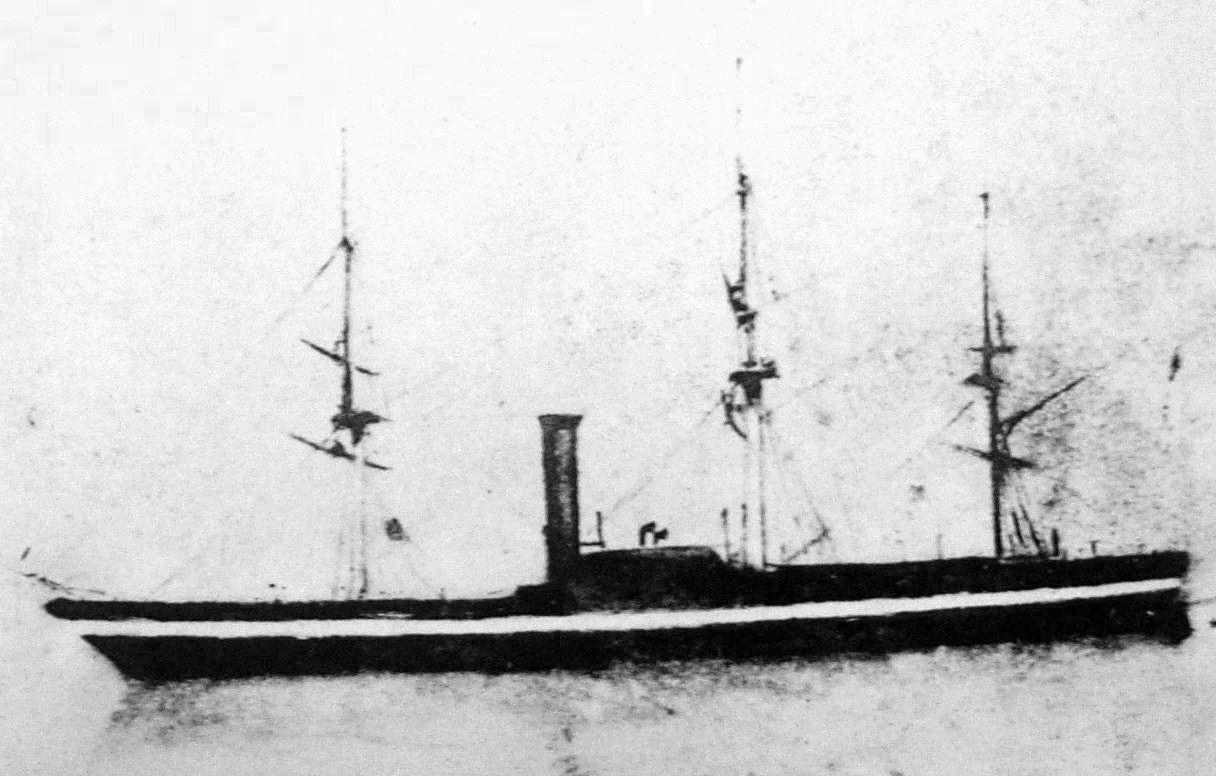
普利茅斯號縱帆砲艦

1. ↑  Beasley, William G. . Stamford University Press. 1972: 89. ISBN 0804708150.